# Działo elektronowe

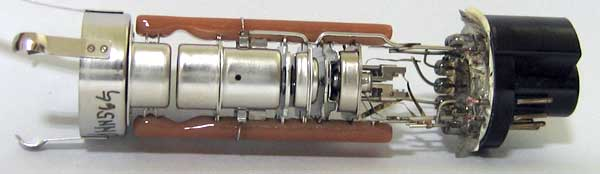
Działo elektronowe kineskopu achromatycznego

Działo elektronowe – element urządzeń wytwarzający odpowiednio skierowany strumień elektronów o odpowiedniej energii. Działo elektronowe jest elementem kineskopów, mikroskopów elektronowych, źródłem elektronów w akceleratorach cząstek.

## Ogólne informacje

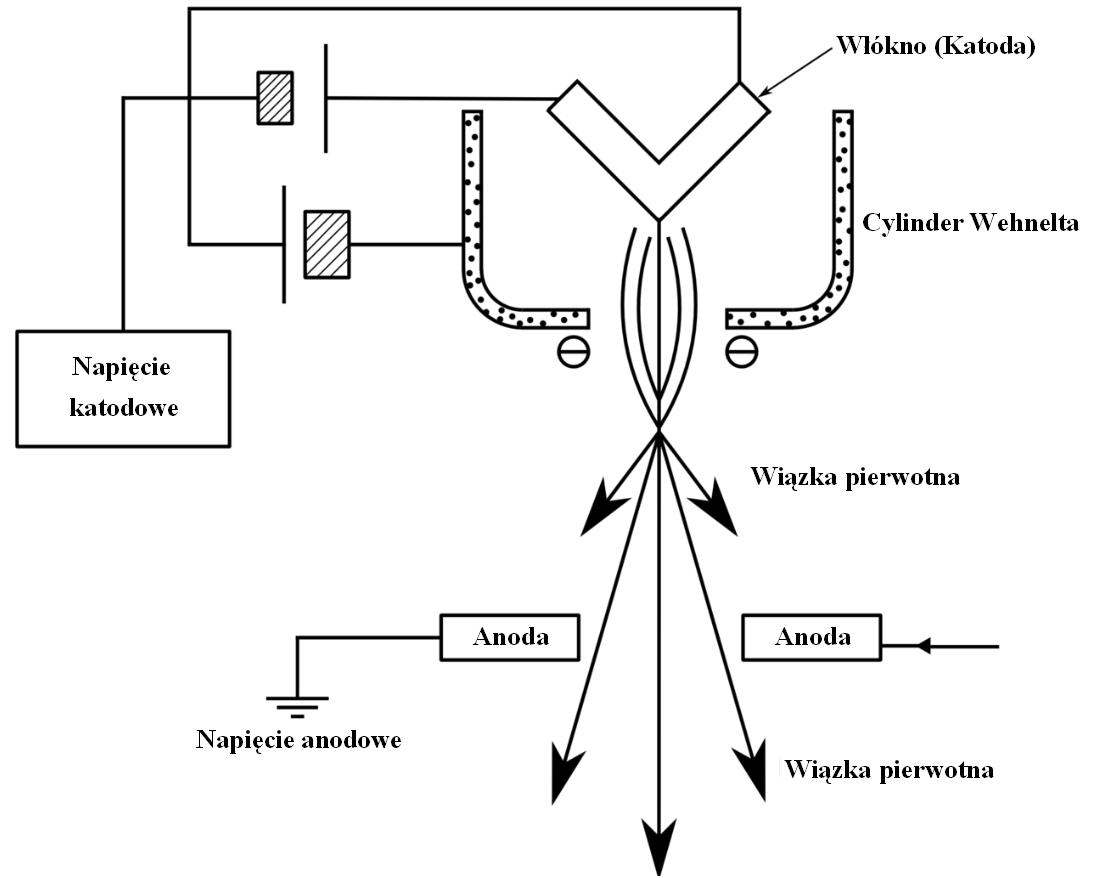
Rys. 1. Schemat działa elektronowego

Działo elektronowe składa się z następujących elementów:
- katoda – elektroda emitująca elektrony,
- elektroda ogniskująca – umożliwia uzyskanie na ekranie plamki o bardzo małej powierzchni (zwykle jest to cylinder Wehnelta, czyli niewielki cylinder z otworkiem, otaczający katodę). Cylinder ma potencjał ujemny względem katody, zmiana potencjału zmienia natężenie wiązki elektronów, a przez to jasność świecącej plamki w kineskopie,
- anoda – składająca się z jednej lub kilku cylindrycznych elektrod o różnych średnicach, stanowią układ przyspieszający i ogniskujący[1].

Istnieją dwa główne typy dział elektronowych wykorzystujących zjawisko termoemisji lub emisję polową. Najprostsze działo elektronowe to wolframowe włókno (katoda). Jest ono nagrzewane w próżni do temperatury około 2800 K. Elektrony uzyskują energię, która pozwala, aby opuściły katodę. Emitowane elektrony są kolimowane i ogniskowane przy pomocy cylindra Wehnelta (pole elektrostatyczne). Wiązka pierwotna ma wtedy średnicę około 50 μm. Potencjał przyłożony do anody wynosi od 1 do 20 kV. Przyspieszenie elektronów następuje w wyniku dużej różnicy potencjałów pomiędzy katodą a anodą (rys. 1).
Głównym parametrem charakteryzującym działo elektronowe jest jasność źródła wiązki {\displaystyle \beta .} Definiuje się ją jako gęstość prądu odniesioną do jednostkowego kąta bryłowego:
{\displaystyle \beta ={\frac {4I}{\pi ^{2}\cdot d_{p}^{2}\cdot \alpha ^{2}}},}
gdzie:
{\displaystyle I} – natężenie prądu elektrycznego [A],
{\displaystyle d_{p}} – średnica wiązki padającej na próbkę [m],
{\displaystyle \alpha } – połowa kąta apertury obiektywu [°].
Zwiększona jasność β pozwala wykorzystać większy prąd I, dzięki czemu uzyskuje się lepszą rozdzielczość. W przypadku wykorzystania katody LaB6 uzyskuje się lepszą jasność związaną z niższą pracą wyjścia elektronów oraz mniejszym rozmiarem źródła (ok. 10 μm). Działa FEG charakteryzują się najmniejszym rozmiarem źródła (maks. 30 nm). Zarówno katoda heksaborku lantanu i działa z emisją polową dodatkowo wyróżniają się dłuższym czasem eksploatacji, niż standardowe włókna wolframowe. Emitują elektrony o mniejszym odchyleniu energetycznym, co umożliwia poprawę rozdzielczości poprzez zmniejszanie wpływu aberracji chromatycznej.
Napięcie przyspieszające {\displaystyle U_{p}} jest to napięcie przyłożone pomiędzy katodą a anodą. Można rozpatrzyć dwa przypadki dla przyspieszającego elektronu. Gdy jego prędkość jest mała (dużo niższa od prędkości światła w próżni) można wyznaczyć długość fali {\displaystyle \lambda } w zależności od zastosowanego napięcia przyspieszającego:
{\displaystyle \lambda ={\frac {12{,}25}{\sqrt {U_{p}}}},}
gdzie:
{\displaystyle U_{p}} – napięcie przyspieszające elektrony [V].
Gdy napięcie przyspieszające jest większe od 6 kV elektrony osiągają tak dużą prędkość, że należy uwzględnić efekty relatywistyczne. Masa elektronu wzrasta ze zwiększaniem się prędkości. Długość fali {\displaystyle \lambda } można wyznaczyć z relacji:
{\displaystyle \lambda ={\frac {12{,}25}{\sqrt {U_{p}\cdot (1-{\frac {U_{p}}{1,02\cdot 10^{6}}})}}},}
gdzie:
{\displaystyle U_{p}} – napięcie przyspieszające elektrony [V].
W skaningowej mikroskopii elektronowej stosuje się najczęściej napięcie przyspieszające z zakresu 10–20 kV, a transmisyjna mikroskopia elektronowa wykorzystuje napięcia 100–400 kV. Stosowanie większych napięć przyspieszających pozwala otrzymywać informację z większych głębokości próbki. Dodatkowo można uzyskać widmo charakterystycznego promieniowania rentgenowskiego cięższych pierwiastków, których energia wzbudzenia jest duża. Niskie napięcie przyspieszające ułatwia detekcję lekkich pierwiastków o niskiej zawartości w próbce. Przy wzroście wielkości napięcia przyspieszającego ponad 400–500 kV nie pojawia się znaczące skrócenie długości fali, niż by to wynikało ze strat energetycznych i opłacalności danych obserwacji. Duże wartości napięcia przyspieszającego powodują mocniejszą eksploatację katody, silnie skracając jej żywotność.